# Водоёмы Беларуси
Водоёмы Беларуси — постоянные или временные скопления воды, находящиеся на территории Республики Беларусь. Водные ресурсы Беларуси крайне обширные, около 11,5 % площади страны занимают болота. Также на территории государства располагаются около 20 800 рек и ручьев. Насчитывается 153 водохранилища с общей площадью в 822 км².

## Фауна
Природные и искусственные водоёмы Беларуси являются домом для рыб и земноводных. Берега водоёмов — среда обитания множества видов птиц и млекопитающих. В водоёмах водится почти 60 видов рыб. Из них распространены окунь, плотва, щука, карась, язь, лещ, жерех,  краснопёрка и линь. Также в водоёмах с наиболее чистой водой можно встретить судака, налима и угря европейского. В крупных озёрах и реках можно найти сома.
Берега водоёмов служат домом для бобров, ондатр и выдр. Наиболее распространенными для жизни бобров являются бассейны Немана, Припяти и Березины.
По всей территории Беларуси распространены такие водоплавающие птицы как цапли, нырки, утки, чирки, лебеди и чайки. Во время сезонных перелётов на водоёмах останавливаются гуси, гоголи, гагары и другие виды птиц. На обрывистых берегах можно встретить гнёзда ласточек, стрижей и зимородков.
Из земноводных на территории Беларуси распространены лягушки, тритоны, а также раки.
В Красную книгу Республики Беларусь включены 9 видов обитателей водоёмов. Среди них стерлядь, атлантический лосось, кумжа, ручьевая форель, европейский хариус, европейская корюшка, обыкновенный усач, обыкновенный рыбец и озёрный гольян.

## Водохранилища
На территории Беларуси насчитывается 153 водохранилища с общей площадью 822 км². Основная часть водохранилищ находится на территории белорусского Полесья. 55 искусственных водоёмов располагается в бассейне реки Припять, 47 в бассейне реки Днепр. Также водохранилища созданы в бассейне Немана (18), Двины (17), Западного Буга (11) и Вилии (5). 86 водохранилищ имеют объём воды свыше 1 млн м³ каждое. Объёмом воды более чем в 100 млн м³ обладают 7 водохранилищ.
50 % от созданных водохранилищ являются водохранилищами руслового типа. Большинство наливных водохранилищ Беларуси предназначались для орошения и увлажнения земель. В стране также представлены водохранилища озёрного и озёрно-наливного типа. По назначению искусственные водоёмы можно сгруппировать в 5 основных классов:
- созданные для водоснабжения населения, коммунального хозяйства и промышленности
- сельскохозяйственного назначения
- водохранилища ГЭС
- рыбохозяйственные
- рекреационные

Промысловый лов рыбы осуществляется на водохранилищах Гомельское, Чигиринское, Тетеринское, Осиповичское, Левки, Лошанское, Любанское, Петровичское, Вилейское, Ореховское, Белин-Осовцы, Михайловское, Велута, Миничи, Тышковичи, Светлогорское, Селец и др. Первым построенным в рекреационных целях водохранилищем было озеро Комсомольское. По состоянию на 2005 год на водохранилищах расположено более 50 учреждений отдыха.

## Болота
Болота крайне распространены на территории страны и занимают 11,5 % её площади. Запас торфа-сырца в них составляет 30,4 млрд м³. Болота делятся на верховые (18,2 % занимаемой территории), переходные (20,7 % занимаемой территории) и низинные (61,1 % занимаемой территории). По типу растительности белорусские болота разделяются на открытые (51,7 % от общего количества) и лесные (48,3 %). Верховые и низинные болота распределены по территории страны неравномерно. Низинные болота занимают значительную территорию южной части страны. Верховые болота характеры для северного участка республики. Более или менее равномерно распределены переходные болота.

## Реки
В Беларуси насчитывается около 20 800 рек и ручьев. Крупнейшие реки имеют протяженность более 500 километров каждая. В их число входят Днепр, Припять, Сож, Неман, Вилия, Западная Двина и Березина. Белорусские реки относятся к двум морским бассейнам — Черноморскому и Балтийскому. В Черноморском бассейне располагается система Днепра с притоками Березина, Сож и Припять. Она занимает до 58 % территории страны. Балтийскому бассейну принадлежат Западная Двина, Неман, Западный Буг, Мухавец, Нарев и другие. Общая длина рек региона составляет 90 600 километров. 93 % от общей доли рек являются малыми реками или ручьями, длина которых не достигает даже 10 км. 1452 реки имеют длину от 10 до 100 км, 48 рек — от 100 до 500 км. Для рек Беларуси присущ смешанный тип питания. В себя он включает снеговой, дождевой и грунтовый тип. На большей части территории страны преобладает снеговой тип питания. В западных районах преобладает грунтовый.

## Озёра

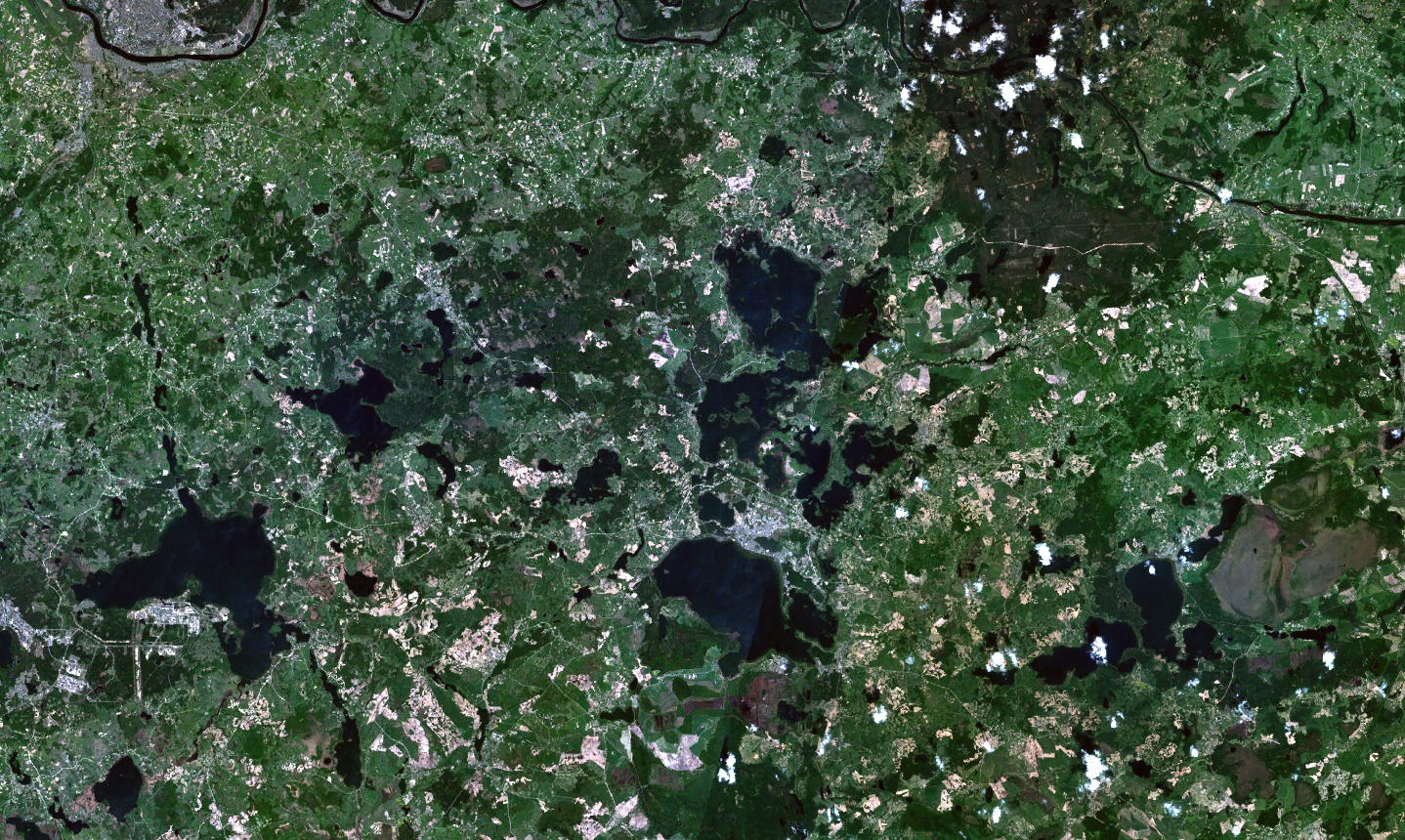
Браславские озёра (вид из космоса)

Всего в Беларуси расположено около 11 тысяч озёр. В их числе 1072 озера площадью более 0,1 км² каждое. Также на территории страны находится 20 озёр площадью более 10 км². Крупнейшим озером Беларуси является озеро Нарочь. Оно имеет площадь в 79,6 км² и достигает максимальной глубины в 24 метра. Самыми крупными по площади озёрами после Нарочи являются озеро Освейское (52,8 км²), Червоное (40,8 км²), Лукомское (37,7 км²) и Дривяты (36,1 км²).
Около 40 % озёр — мелководные. Их максимальная глубина не достигает 5 метров. Доля озёр с глубинами 5-10 метров уже меньше и составляет 30 % от общего количества. Водоёмы с глубиной более 25 метров занимают лишь 6 %. Уровень воды в течение года не изменяется и колеблется от 1 до 1,5 м. Весной уровень воды повышается, а зимой и летом понижается. Мелководные озёра летом прогреваются до 18 — 20 ºС за счёт ветра, который перемешивает их до дна. В глубоких озёрах хорошо прогревается только верхний слой. В среднем слое температура понижается на 3—5 ºС на каждый метр. В зимний период озера покрываются льдом толщиной в 50—70 см.
Под охраной или в пределах охраняемых территорий в Республике Беларусь находится 255 озёр с общей площадью около 604 км². Это более 3,7 % охраняемых территорий страны.
Многие озёра образуют озёрные группы, так как расположены близко друг к другу и связаны протоками. Выделяется Браславская группа, которая содержит более 30 озёр с общей площадью 113 км². Также известны Нарочанская группа из 4 озёр (100 км²), Ушачская группа из 60 озёр (75 км²). Все группы располагаются на территории Белорусского Поозерья.
По химическому составу озёра страны относятся к пресным, гидрокарбонатно-кальциевым.
Озёра Беларуси имеют низкую рыбопродуктивность. Она составляет всего 12—15 кг рыбы с гектара водной площади. Малоценные виды рыб составляют свыше 70 % от общего улова. Количественный состав малоценных видов рыб не уменьшается.

## Экология
В сводном отчете ОЭСР говорится, что сеть больших и средних рек в сочетании с около 10 000 озёр гарантируют высокий уровень обеспечения страны пресноводными ресурсами. В естественном составе грунтовых вод часто отмечается высокое содержание железа.
70 % скважин на территории страны и 90-95 % скважин приграничного региона белорусского Полесья содержат превышающий предельно допустимый уровень концентрации железа. Такая вода требует предварительной подготовки перед употреблением. Неглубоко залегающие воды также страдают от антропогенного загрязнения.
Несмотря на обилие водоёмов, их распределение по стране неравномерно. Водные системы уязвимы для изменения климата и угроз, связанных с антропогенной деятельностью.
Водные ресурсы Беларуси играют значительную роль в поддержании ценных экосистем и биологического разнообразия. Представителей флоры и фауны водно-болотных угодий становится всё меньше, на это влияет полученная нагрузка из-за изменения климата. Ситуацию ухудшают и антропогенные факторы, такие как фрагментация биоценозов, ведущая к их деградации.